# Crenicichla menezesi
Crenicichla menezesi är en fiskart som beskrevs av Ploeg, 1991. Crenicichla menezesi ingår i släktet Crenicichla och familjen Cichlidae. Inga underarter finns listade i Catalogue of Life.